# Frontera entre la República Democràtica del Congo i Zàmbia
La frontera entre la República Democràtica del Congo i Zàmbia és la línia fronterera de 1.930 kilòmetres, en sentit oest-est, que separa Zàmbia de República Democràtica del Congo a l'Àfrica oriental. La configuració de la frontera defineix una llenca al territori congolès, al sud de la província de Katanga.

## Traçat
Comença al trifini entre Angola-República Democràtica del Congo-Zàmbia, passant junt a la ciutat de Kipushi i acaba al llac Tanganyika. Comprèn principalment el panhandle del peduncle de Katanga. Kasumbalesa és un dels principals llocs de creuada de la frontera (ferrocarril i carretera), sobre la carretera que uneix Lubumbashi a la República Democràtica del Congo i Kitwe i Ndola a Zàmbia.
En la seva part oriental, la frontera es materialitzada principalment pel riu Lwapula i pel llac Mweru. A l'oest, coincideix pràcticament amb la línia de divisió de les aigües entre la conca del Congo - Lwalaba al nord, i la del Zambezi al sud.
L’agost del 2021, experts dels dos països es van reunir per debatre sobre la demarcació fronterera dels dos països.